# Glossina fuscipes
Glossina fuscipes är en tvåvingeart som beskrevs av Robert Newstead 1910. Glossina fuscipes ingår i släktet tsetseflugor, och familjen Glossinidae. Inga underarter finns listade i Catalogue of Life.